# Districtul Polgárdi
Polgárdi (în maghiară Polgárdi járás) a fost un district în județul Fejér, Ungaria.
Districtul avea o suprafață de 294,94 km2 și o populație de 19.938 locuitori (2013). A existat doar până la sfârșitul lui 2014, când a fost desființat, iar localitățile sale au fost divizate între districtele Enying și Székesfehérvár.

## Localități
- Füle
- Jenő
- Kisláng
- Kőszárhegy
- Lepsény
- Mezőszentgyörgy
- Mátyásdomb
- Nádasdladány
- Polgárdi